# Oleksandr Usyk
Oleksandr Oleksándrovich Usyk – (/ˈʊsik/; OO-sik; ucraniano: Олекса́ндр Олекса́ндрович У́сик; (Simferópol, URSS, 17 de enero de 1987) es un boxeador profesional ucraniano. Es campeón mundial en dos categorías de peso, habiendo ostentado los títulos unificados de peso pesado de la AMB (Super), la FIB, la OMB y la IBO desde que derrotó a Anthony Joshua en septiembre de 2021; además de haber arrebatado a Tyson Fury el título WBC en mayo de 2024; convirtiéndose así en campeón indiscutible de peso pesado, y el título indiscutible de peso crucero de 2018 a 2019, siendo el primer campeón de peso crucero en poseer los cuatro títulos mundiales principales. Y también el primero en obtener los cuatro en los pesados. 
Es ampliamente considerado como uno de los mejores boxeadores de todos los tiempos. Con su victoria sobre Joshua, Usyk se convirtió en uno de los tres únicos boxeadores en unificar los títulos mundiales de peso crucero y convertirse en campeón mundial de peso pesado, uniéndose a Evander Holyfield y David Haye.
Como aficionado, Usyk ganó dos medallas en el Campeonato Europeo de Boxeo Aficionado, oro en 2008 y bronce en 2006 y medallas de oro en el Campeonato Mundial de Boxeo Aficionado de 2011 en los Juegos Olímpicos de 2012, ambos en la división de peso pesado. 
Se convirtió en profesional en 2013 y ganó el campeonato indiscutible de peso crucero en su pelea número 15 como profesional en 2018. Tres de sus títulos fueron ganados durante la Super Serie Mundial de Boxeo, en la que ganó el Trofeo Muhammad Ali, así como los títulos de la revista The Ring y el campeonato lineal de peso crucero. Por sus logros, Usyk fue nombrado Peleador del Año 2018 por Sports Illustrated, ESPN, The Ring y la Asociación de Escritores de Boxeo de América.
En 2018, Usyk se convirtió en el cuarto boxeador masculino en la historia en poseer simultáneamente los títulos WBA, WBC, IBF y WBO, después de Jermain Taylor, Bernard Hopkins y Terence Crawford. Fue el primer campeón indiscutible de Ucrania. 
Es particularmente notable por la velocidad de sus logros, ganando su primer título mundial en su décima pelea y convirtiéndose en el campeón indiscutible de su categoría de peso en su decimoquinta pelea. Usyk dejó vacantes sus títulos de peso crucero en 2019 para pasar al peso pesado. En ese momento, en dieciséis peleas había derrotado a cinco campeones mundiales actuales o anteriores.
A partir de octubre de 2021, Usyk está clasificado como el mejor boxeador activo del mundo, libra por libra, por la Junta Transnacional de Rankings de Boxeo (TBRB) y The Ring,y quinto por BoxRec, también como el mejor peso pesado activo del mundo por BoxRec, ESPN y TBRB.

## Primeros años
Usyk nació en Simferópol, Óblast de Crimea, RSS de Ucrania, Unión Soviética, el 17 de enero de 1987, de padres originarios del norte de Ucrania. Su madre nació en la región de Chernígov (en el pueblo de Ribotin, raión de Korop), mientras que su padre era nativo de Sumy. Su madre trabajaba en la construcción y se mudó a Simferopol para estudiar, su padre era un militar que pasó por Afganistán, trabajaba como guardia de seguridad en Crimea, y los dos se conocieron allí. Es el primogénito de su familia y tiene dos hermanos, Anastasia y Mykola. Hasta los 15 años, jugó fútbol y se formó en la escuela deportiva especializada SC Tavriya Simferopol de la reserva olímpica (academia de fútbol del club). En 2002, Usyk cambió al boxeo. Es graduado de la Universidad Estatal de Cultura Física de Leópolis.

## Carrera Amateur
En el Campeonato de Europa de 2006 ganó sus primeros tres enfrentamientos, pero perdió en la semifinal ante Matvey Korobov.
Luego subió al peso semipesado más tarde y ganó la Copa Strandja en 2008.
En febrero de 2008, subió otra categoría de peso y fue enviado a la clasificación olímpica en Roseto degli Abruzzi reemplazando al campeón europeo Denys Poyatsyka. Allí derrotó a los azeríes de clase mundial Elchin Alizade y Daniel Price.
En los Juegos Olímpicos de 2008, Usyk superó a Yushan Nijiati por 23–4, pero perdió ante Clemente Russo por 4–7 en los cuartos de final.
Bajó al peso semipesado y ganó el oro en el Campeonato de Europa de 2008, pero luego volvió a subir al peso pesado. En el Campeonato Mundial de Boxeo Amateur de 2011, derrotó a Artur Beterbiev y Teymur Mammadov para ganar el título de peso pesado y clasificarse para los Juegos Olímpicos de Verano de 2012.
En los Juegos Olímpicos de 2012 en Londres, Usyk ganó la medalla de oro, superando a Artur Beterbiev, Tervel Pulev y al italiano Clemente Russo, superándolo por 6-3 en la final.
Usyk se retiró del boxeo amateur con un récord de 335-15.
Antes de convertirse en profesional, compitió en la división de peso pesado (más de 91 kg) de la Serie Mundial de Boxeo (WSB) 2012-13, como parte del equipo Ucrania Otamans, ganando sus seis peleas con dos por detención (Junior Fa por UD, Eric Brechlin por nocaut técnico en el 3.er asalto, Joe Joyce por UD, Magomedrasul Majidov por UD, Matteo Modugno por nocaut técnico en el 2.º asalto y Mihai Nistor por UD).

## Carrera Profesional

### Carrera temprana
Usyk se convirtió en profesional a fines de 2013 a la edad de 26 años y firmó un contrato promocional con K2 Promotions de los hermanos Klitschko, peleando en la división de peso crucero.
El 9 de noviembre de 2013, Usyk hizo su debut profesional al derrotar al luchador mexicano Felipe Romero por nocaut en el quinto asalto. Al mes siguiente detuvo en cuatro asaltos a Epifanio Mendoza, de 38 años. En su tercera pelea profesional el 26 de abril de 2014, Usyk hizo su debut en Alemania en la cartelera de Klitschko-Leapai en el Koenig Pilsener Arena, derrotando a Ben Nsafoah por nocaut en el tercer asalto.Un mes después, Usyk regresó a casa y anotó una victoria por nocaut en el cuarto asalto sobre el argentino César David Crenz.

### Escalando en los ránquines
Usyk ganó su primer título el 4 de octubre de 2014, después de vencer al boxeador sudafricano Daniel Bruwer por un nocaut técnico (TKO) en el séptimo asalto por el título interino intercontinental de peso crucero de la OMB. Usyk defendió el título dos meses después, derrotando a Danie Venter, de 35 años, en el noveno asalto. Usyk estaba adelante en las tarjetas de puntuación de los tres jueces en el momento de la detención.
Usyk hizo otra defensa el 18 de abril de 2015, contra el ex campeón de peso crucero ruso Andrey Knyazev (11-1, 6 KOs) en Kiev. Después de siete rondas unilaterales, el árbitro Mickey Vann finalmente detuvo la pelea en la octava ronda después de decidir que Knyazev había recibido demasiado castigo. Esta victoria mantuvo a Usyk en camino a una pelea por el título de la OMB contra el entonces campeón Marco Huck.
El 29 de agosto de 2015, Usyk derrotó al ex campeón sudafricano de peso semipesado Johnny Muller por nocaut técnico en el tercer asalto en el Sport Palace de Kiev, en el que Usyk controló la pelea con un jab. Usyk derribó a Muller dos veces en la tercera ronda y, aunque Muller protestó, el árbitro detuvo la pelea cuando quedaba un segundo de la ronda.
Usyk hizo una cuarta y última defensa contra el boxeador cubano desconocido Pedro Rodríguez en una pelea programada a 12 asaltos el 12 de diciembre en el Palacio de Deportes. Usyk ganó la pelea anotando, su noveno nocaut consecutivo en tantas peleas, primero derribando a Rodríguez en la sexta ronda con un gancho antes de que la pelea se detuviera en la séptima ronda, siendo derribado nuevamente, aunque superó la cuenta. Esta victoria colocó a Usyk en la posición número 1 de la OMB, con una pelea por el título mundial en juego para 2016.

### Campeón de peso crucero de la OMB

#### Usyk vs. Głowacki
En junio de 2016, se anunció que Usyk desafiaría al boxeador polaco invicto Krzysztof Głowacki (26-0, 16 KOs) por su título de peso crucero de la OMB el 17 de septiembre, en el Ergo Arena, Gdansk, Polonia. Se informó que el entrenador de Usyk, James Ali Bashir, quería reclutar al ex campeón mundial Antonio Tarver como compañero de entrenamiento. Se dijo que Tarver no solo solicitó demasiado dinero, sino que también quería aparecer en la cartelera como un evento principal coprotagonista.
Głowacki pesó 199,3 libras, y Usyk pesaba un poco menos con 198,75 libras. La pelea se mostró en vivo por Sky Sports en el Reino Unido. En la noche, Usyk superó a Głowacki después de una emocionante pelea de 12 asaltos con los jueces anotando 119-109, 117-111 y 117-111, todos a favor de Usyk. La victoria por decisión también puso fin a la racha de nocauts de Usyk. Usyk dominó la pelea con su juego de pies, velocidad de mano superior y jab, hiriendo el ojo de Głowacki al principio de la pelea, causando un corte que continuó sangrando por el resto de la pelea.

#### Usyk vs. Mchunu
Usyk anunció que haría su debut en Estados Unidos en la cartelera secundaria de Bernard Hopkins vs. Joe Smith Jr. el 17 de diciembre de 2016. La pelea se llevaría a cabo en el Forum de Inglewood, California. El 11 de noviembre, K2 Promotions anunció que Usyk defendería su título de la OMB contra el boxeador sudafricano de 28 años Thabiso Mchunu (17-2, 11 KOs). Mchunu perdió previamente ante Ilunga Makabu por detención en el undécimo asalto, aunque estaba adelante en las tarjetas de puntuación en ese momento. La pelea comenzó lenta, lo que provocó que los fanáticos presentes abuchearan con disgusto. El ritmo se aceleró después de las primeras rondas cuando Usyk comenzó a derrotar a Mchunu con sus combinaciones precisas y características. Usyk anotó una caída en el sexto asalto y otros dos más en el noveno, lo que provocó que el árbitro Lou Moret detuviera la pelea a las 2:53 del noveno asalto. Las estadísticas de CompuBox mostraron que Usyk conectó 163 de 517 golpes lanzados (32%) y Mchunu conectó 76 de sus 278 (27%).
Antes de la pelea, Usyk habló de su deseo de pelear contra otros campeones de peso crucero, así como de pelear contra Anthony Joshua en el peso pesado. La pelea promedió 560,000 espectadores en HBO: esto se consideró buenos números, considerando que era el debut de Usyk en HBO y en la cartelera.

#### Usyk vs. Hunter
K2 Promotions anunció que Usyk regresaría a HBO para defender su título mundial de peso crucero en abril de 2017. Originalmente se planeó que apareciera en la cartelera del PPV de HBO Golovkin-Jacobs en marzo en el Madison Square Garden; sin embargo, dado que Román González y Carlos Cuadras estaban programados para aparecer en peleas separadas y no pelear entre sí, Usyk fue sacado de la cartelera.
El 12 de febrero de 2017, Usyk anunció que se había separado del entrenador de mucho tiempo James Ali Bashir y lo reemplazó con el padre y entrenador de Vasiliy Lomachenko, Anatoly Lomachenko.
Bob Arum anunció que Usyk sería parte de un encabezado triple que incluye a Vasiliy Lomachenko en el MGM National Harbor en Oxon Hill, Maryland, el 8 de abril de 2017 contra Michael Hunter (12-0, 8 KO). Usyk pesó 199.4 mientras que Hunter pesó 199 libras. Frente a una multitud agotada de 2.828, donde asistía la mayoría de los fanáticos ucranianos, Usyk tomó la distancia por segunda vez en su carrera y ganó una decisión unánime bastante unilateral para retener su título de la OMB. Hunter controló inesperadamente las primeras tres rondas detrás del jab. No fue hasta el cuarto asalto, cuando Usyk tomó el control del combate usando su izquierda y conectando bien al cuerpo para ganar la mayoría de los asaltos restantes. 
Los expertos pensaron que Hunter tenía talento para llegar hasta el final y que el árbitro Bill Clancy debería haber detenido la pelea en las rondas del campeonato. En el último minuto de la ronda 12, parecía que Hunter, mientras recibía golpes, solo estaba de pie porque las cuerdas lo sostenían. El árbitro detuvo la acción y le dio a Hunter una cuenta de ocho, dictaminando que era una caída para Usyk. Los tres jueces calificaron la pelea por unanimidad 117-110 para Usyk. Aunque le tomó algunas rondas entrar en la pelea, Usyk estaba contento con su actuación y llamó a otros campeones: "Estoy muy contento con mi actuación. Hice lo que quería hacer. Recibió muchos golpes. Pensé que tal vez detendrían la pelea (en el asalto 12). Me encantaría pelear contra cualquiera de los campeones, en cualquier momento y en cualquier lugar".

### World Boxing Super Series
El 1 de julio de 2015, Usyk finalmente anunció que se uniría a sus compañeros de peso crucero Mairis Briedis, Murat Gassiev, Yuniel Dorticos, Marco Huck y Krzysztof Włodarczyk en el torneo estilo bracket de ocho hombres, que comenzará en septiembre de 2017. Dijo: "Me siento feliz e inspirado con la idea de tal torneo. He estado soñando con reunir a todos los campeones para ver quién es el más fuerte y se convierte en el rey indiscutible de la división". El sorteo iba a tener lugar el 8 de julio en Montecarlo. El ganador del torneo recibiría un gran premio en dinero y el trofeo Muhammad Ali.

#### Usyk vs. Huck
En la Gala del Draft, Usyk, que tenía la primera selección, eligió pelear contra el ex campeón de la OMB Marco Huck (40–4–1, 27 KO). Cuando se le preguntó por qué eligió a Huck, Usyk dijo: "Por mis fans". Huck, que estaba igualmente emocionado, respondió que Usyk era ''el oponente deseado''. El 26 de julio se anunció que la pelea se llevaría a cabo en el Max-Schmeling-Halle de Berlín el 9 de septiembre de 2017. Esta sería la segunda vez que Usyk pelearía en Alemania como profesional, habiendo peleado allí en su tercera pelea profesional en abril de 2014. También marcaría la primera pelea del torneo.
El 6 de septiembre de 2017, en la conferencia de prensa final, Huck empujó a Usyk en el enfrentamiento. Con respecto al empujón, Huck dijo: "Quería mostrarle a Usyk que está en mi ciudad natal y que debería estar preparado para la batalla de su vida el sábado". Usyk, quien se mantuvo profesional y tranquilo, respondió: "Si quieres ser un gran campeón, debes vencer a los mejores y Huck es uno de los mejores. Elegí participar en este torneo porque es un camino para lograr mi sueño de unificando todos los cinturones. También hay un trofeo prestigioso en juego, el Trofeo Muhammad Ali. Nacimos el mismo día y admiro a Ali porque es el modelo a seguir más grande en el boxeo y le agradeceré a Dios si gano un trofeo con su nombre en él". Cuando salía del edificio, Usyk afirmó que "enterraría" a Huck.
En la noche de la pelea, Usyk usó su juego de pies y golpes combinados para lograr una victoria por nocaut técnico. Además de su actuación dominante, Usyk se burló de Huck durante toda la pelea. En la ronda 8, Usyk tropezó con los pies de Huck y Huck perdió un punto en las tarjetas de puntuación cuando le lanzó un puñetazo a Usyk cuando este último estaba derribado. Usyk continuó conectando combinaciones con poca o ninguna respuesta de Huck hasta que el árbitro Robert Byrd detuvo la pelea en el décimo asalto. Con la victoria, Usyk avanzó a la etapa semifinal de la World Boxing Super Series y se enfrentaría al ganador de la pelea entre Mairis Briedis y Mike Perez, programado para el 30 de septiembre.

#### Usyk vs. Briedis
Usyk posteriormente pelearía contra Mairis Briedis (23-0, 18 KOs) luego de la victoria de este último sobre Pérez por decisión unánime. En noviembre de 2017, se informó que la pelea se llevaría a cabo el 27 de enero de 2018 en Riga, Letonia, una semana antes de que la pelea de Gassiev vs. Dorticos tuviera lugar. El Arena Rīga fue confirmada como la ubicación por el director de boxeo de Comosa, Kalle Sauerland. Usyk pesó 199,5 libras y Briedis pesó 199,1 libras. Usyk pasó a la final del torneo después de derrotar a Briedis por decisión mayoritaria. Con un alto ritmo de trabajo, Usyk controló la mayor parte de la pelea con su jab, aplicando presión cuando era necesario. A Briedis se le atribuyó el acierto de los golpes más duros. Las primeras cuatro rondas fueron muy disputadas, con Usyk recibiendo un corte sobre su ojo derecho por un choque accidental de cabezas en la tercera ronda. A partir del quinto asalto, Usyk se volvió más ocupado y tomó el control de la pelea, aunque aún recibió algunos golpes fuertes en la cabeza de Briedis. Un juez puntuó la pelea 114-114, mientras que los dos jueces restantes puntuaron la pelea 115-113 a favor de Usyk, dándole la victoria. Después de la pelea, Usyk dijo que fue la pelea más dura de su carrera.

### Campeón unificado de peso crucero

#### Usyk vs. Gassiev
Después de que Usyk derrotara a Briedis, se anunció en la conferencia de prensa posterior a la pelea que la final se llevaría a cabo en Jeddah, Arabia Saudita, el 11 de mayo de 2018. Sin embargo, una vez que Murat Gassiev (26-0, 19 KOs) ganó a Yuniel Dorticos, preparando la final, el secretario general de la Federación Rusa de Boxeo, Umar Kremlev, declaró que seguiría adelante para superar a Arabia Saudita y tener la final del torneo, que al final tendrá lugar en Rusia el 22 de julio, el Día del Boxeo Ruso. El 16 de abril, se informó que Usyk había sufrido una lesión en el codo durante el entrenamiento, lo que aplazó la final posiblemente para junio o julio de 2018. El 18 de junio, en una conferencia de prensa, Kremlev anunció que la final se llevaría a cabo el 21 de julio en el Estadio Olímpico de Moscú, Rusia. El 29 de junio se confirmó oficialmente la fecha de la final. En la fecha de inicio de venta la público se vendieron 7.000 entradas. Ambos boxeadores pesaron 198.45 libras en el pesaje.
Usyk rápidamente tomó el control de la pelea, moviéndose rápidamente y usando su "hermoso y dominante jab". Usyk controló la pelea y no permitió que Gassiev usara su poder. Gassiev no conectó un golpe sólido hasta el final de la ronda 2. Según muchos informes, Usyk superó, superó en boxeo y dominó a Gassiev. El resultado nunca estuvo en duda ya que Usyk fue declarado ganador por decisión unánime, con las tarjetas de puntuación de los jueces siendo 120-108, 119-109 y 119-109 a favor del ucraniano. La viuda de Muhammad Ali, Lonnie Ali, entregó el trofeo a Usyk. Después de la pelea, ambos combatientes fueron ejemplos de buena deportividad, abrazándose, con Gassiev diciendo "Tuve el mejor oponente de mi carrera profesional... hoy es el día de Oleksandr". Usyk agregó humildemente: "Mi equipo me hizo ver como si estuviera en el ring. Esta es nuestra victoria". La victoria convirtió a Usyk en el primer campeón indiscutible de peso crucero de cuatro cinturones. Usyk dominó en todo momento, conectando 252 de 939 golpes lanzados (27%), en comparación con los 91 conectados de Gassiev de 313 lanzados (29%). Usyk usó su acondicionamiento superior para terminar la pelea, y también aumentó su rendimiento al conectar 47 de 117 golpes lanzados en la ronda 12. Usyk logró resistir los 32 poderosos golpes al cuerpo que recibió y continuó moviéndose alrededor del ring.
Cuando se le preguntó con quién le gustaría pelear a continuación, Usyk dijo: "En este momento escuché que Tony Bellew quiere pelear contra el ganador del Trofeo Muhammad Ali. Espero que me vea hablando... 'Hola, Tony Bellew, ¿estás listo?' Si él no quiere bajar [de peso], subiré [de peso] por él. ¡Comeré más espagueti para mi cena!”. También después de la pelea, Usyk dijo: "[Estadio] olímpico, gracias. Gente, compatriotas y quienes apoyaron. Moscú 2018. ¡Bang! ¡Papá está en el edificio!".

#### Usyk vs. Bellew
Después de retar a Tony Bellew (30-2-1, 20 KOs) luego de ganar el torneo, Bellew respondió a través de las redes sociales que aceptaría la pelea; sin embargo, afirmó que la pelea debería llevarse a cabo en 2018 y ser por el campeonato indiscutible de peso crucero. Bellew creía que una pelea en el peso pesado no sería tan atractiva ya que no ganaría mucho con una victoria. Bellew también declaró que sería su última pelea como profesional. A fines de julio, se dijo que la pelea probablemente se llevaría a cabo en noviembre de 2018 en Londres. Después de reuniones positivas entre el promotor de Bellew, Eddie Hearn, y Alexander Krassyuk de K2, el 20 de agosto, Boxing Scene informó que era probable que la pelea se llevara a cabo el 10 de noviembre de 2018. Una semana después, K2 Promotions confirmó la fecha de la pelea. El 5 de septiembre, la AMB ordenó a Usyk que comenzara a negociar con Denis Lebedev (30-2, 22 KO), quien era su 'campeón en receso' y les dio hasta la primera semana de octubre de 2018 para completar las negociaciones. Se dijo que había un obstáculo para la posible pelea entre Usyk y Bellew. Según Hearn, es probable que la pelea se retrase hasta 2019. Antes de las negociaciones, Bellew dijo que la pelea debe ocurrir en 2018. El 7 de septiembre, Usyk firmó un contrato de múltiples peleas con Matchroom Boxing, lo que significaba que pelearía exclusivamente en Sky Sports en el Reino Unido y DAZN en EE. UU. El acuerdo significaba que Matchroom co-promocionaría Usyk junto con K2 Promotions. La próxima pelea de Usyk se confirmaría 'en un futuro muy cercano', según Hearn. Una semana después de firmar con Matchroom, se anunció que la pelea entre Usyk y Bellew se llevaría a cabo el 10 de noviembre en el Manchester Arena, en vivo y en exclusiva en Sky Box Office. El experimentado árbitro británico Terry O'Connor fue nombrado oficial. Bellew pesó 199 1⁄4 libras, poco más de 2 años desde la última vez que alcanzó el límite de peso crucero y Usyk pesó 198 1⁄4 libras.
En la noche de la pelea, Usyk, quien por lo general comienza lentamente, en algún momento tomó el control total de la pelea y noqueó a Bellew en la ronda 8 para retener todos los cinturones de peso crucero. La hora oficial de la detención fue a las 2:00 de la ronda 8. Hubo muy poca acción en la ronda 1 ya que ambos boxeadores se mostraron respeto. Fue un sentimiento de vuelta. Debido a la falta de acción, la multitud comenzó a abuchear hacia el final de la primera. En general, Usyk conectó solo 3 jabs y Bellew conectó 1 golpe de poder. La ronda 2 fue similar, sin embargo, Bellew pisó el acelerador y logró conectar algunos golpes limpios junto con un poco de exhibición. Bellew tomó el control en la ronda 3, aterrizando dos manos derechas rectas. Usyk comenzó a usar más su jab y después de conectar un volado de izquierda, Bellew quedó ligeramente conmocionado. Al final de la ronda 4, Bellew estaba respaldado contra las cuerdas y parecía cansado. Bellew apuntó la mayoría de sus tiros al cuerpo de Usyk y en la ronda 7, fallaba muchos tiros, principalmente debido al movimiento del pie de Usyk, y terminó la ronda con la nariz ensangrentada. En la ronda 8, mientras estaba en una esquina neutral, Usyk aterrizó con fuerza a la izquierda, nuevamente zumbando a Bellew, lo que lo obligó a alejarse contra las cuerdas. Otra mano izquierda tambaleó a Bellew antes de que Usyk lo finalizara con otra izquierda, dejando caer a Bellew hacia atrás con su cabeza aterrizando en la cuerda inferior. Un valiente Bellew intentó levantarse lentamente y vencer la cuenta pero el réferi Terry O'Connor detuvo la pelea. La racha ganadora de 10 peleas de Bellew llegó a su fin. Los jueces Alejandro Cid y Steve Gray anotaron los primeros siete asaltos 68–65 y 67–66 respectivamente a favor de Bellew y Yury Koptsev tuvieron la pelea 67–67 al entrar al octavo asalto.
Posteriormente, Bellew rindió homenaje a Usyk y anunció su retiro del boxeo, diciendo; "He estado haciendo esto durante 20 años, y se acabó". Usyk dijo que 2018 fue el año más difícil de su carrera, pero el más exitoso. "Necesitamos poner metas frente a nosotros y avanzar hacia ellas", declaró Usyk más tarde.

### Subida al Peso Pesado
Después de derrotar a Bellew, Usyk declaró su intención de ascender al peso pesado. Carlos Takam (36-5-1, 28 KO) fue anunciado como su oponente, con la pelea programada para el 25 de mayo de 2019. El 7 de mayo, se informó que Usyk había sufrido una lesión en el bíceps. La pelea fue reprogramada para una fecha en septiembre, para ser presentada en DAZN. El 22 de agosto, luego de la conferencia de prensa de Golovkin vs. Derevyanchenko, el promotor Eddie Hearn reveló en una entrevista que Carlos Takam está "fuera de la pelea" y "no tomará la pelea". Usyk también tenía la opción de desafiar al ganador de la revancha entre Andy Ruiz Jr. y Anthony Joshua por los títulos de peso pesado de la AMB (Super), FIB, OMB e IBO como obligatorio para el cinturón de la OMB, según las regulaciones de la OMB, que permiten a un 'súper campeón' de una categoría de peso para convertirse en un retador obligatorio inmediato al subir o bajar de peso.

#### Usyk vs. Witherspoon
En septiembre, se anunció que el debut de peso pesado de Usyk sería el 12 de octubre de 2019, en el Wintrust Arena, Chicago, Illinois, contra Tyrone Spong (14-0, 13 KO). Unos días antes de la pelea, Spong dio positivo por una sustancia prohibida, clomifeno, y la pelea se tuvo que cancelar. El promotor Eddie Hearn dijo que se estaban considerando varios luchadores de respaldo. El reemplazo de Spong luego se anunció como Chazz Witherspoon (38-3, 29 KOs). Usyk ganó la pelea cuando Witherspoon se retiró en el round 7.

#### Usyk vs. Chisora
El 11 de marzo de 2020 se anunció que Usyk pelearía contra el ex retador al título mundial Derek Chisora (32-9, 23 KOs) el 23 de mayo de 2020 en el O2 Arena de Londres. Si tiene éxito, Usyk sería el primero en la cola para luchar por el título de peso pesado de la OMB en manos de Anthony Joshua. Como parte de su preparación para sus peleas, Usyk entrenaba ocasionalmente con el ex campeón unificado de peso pesado Wladimir Klitschko. La pelea se retrasó hasta el 31 de octubre de 2020 debido a la pandemia de COVID-19 y el lugar se trasladó al SSE Arena. En la noche, Usyk usó su juego de pies superior y su resistencia para desgastar a su oponente y obtener una victoria por decisión unánime con puntajes de 117–112, 115–113, 115–113. Chisora se había desgastado y agotado más tarde en la pelea, luchando por mantenerse al mano a mano con Usyk. En su entrevista posterior a la pelea, Usyk reiteró su deseo de pelear con Joshua y dijo: "Anthony, ¿cómo estás? Voy por ti, Anthony".

### Campeón Unificado del Peso Pesado

#### Usyk vs. Joshua
El campeón unificado de peso pesado Anthony Joshua, para quien Usyk era el retador obligatorio de la OMB, había estado en negociaciones para pelear contra el campeón invicto del CMB y The Ring, Tyson Fury. Sin embargo, cuando parecía que Fury se vería obligado a enfrentarse al ex campeón del CMB Deontay Wilder en una pelea de trilogía debido a un fallo de arbitraje, la OMB le dio al campamento de Joshua 48 horas para llegar a un acuerdo para la pelea con Fury el 21 de mayo de 2021, o en su lugar le ordenarían a Joshua que se enfrentara a Usyk. Los campamentos de Joshua y Fury no pudieron llegar a un acuerdo y, por lo tanto, el 22 de mayo, la OMB emitió la instrucción de que Joshua tendría que pelear contra Usyk, con un acuerdo para que la pelea esté lista para el 31 de mayo. Usyk reaccionó a estos acontecimientos con un mensaje de video dirigido al promotor de Joshua, Eddie Hearn, diciéndole: "Eddie, quiero dinero, más dinero".
El 20 de julio se hizo un anuncio oficial confirmando que la pelea entre Usyk y Joshua se llevaría a cabo el 25 de septiembre en el Tottenham Hotspur Stadium. Aunque muchos fanáticos y expertos dudaron de que Usyk tuviera el tamaño o el poder para molestar a Joshua, Usyk produjo una sorpresa, superó al campeón y lo sacudió varias veces en 12 rondas para reclamar una victoria por decisión unánime, con puntuaciones de 117-112, 116-112. y 115-113, y mantuvo su récord invicto. Reflexionando sobre su desempeño en su entrevista posterior a la pelea, Usyk dijo: "Esto significa mucho para mí. La pelea salió como esperaba. Hubo momentos en los que Anthony me empujó con fuerza, pero no fue nada especial. No tenía objetivo de noquearlo porque mi esquina me empujó a no hacerlo. Al principio, traté de golpearlo fuerte, pero luego me mantuve en mi trabajo".
El 22 de junio, se anunció que estaba programada una revancha en Jeddah, Arabia Saudita, el 20 de agosto con Usyk defendiendo los cinturones de campeonato de la AMB, la OMB y la FIB, y Joshua, como retador.

#### Usyk vs. Fury
El 18 de mayo de 2024 Usyk peleó en el Kingdom Arena de Riad contra Tyson Fury y lo derrotó por decisión dividida, convirtiéndose en campeón indiscutido al apoderarse de todos los cinturones de los organismos del boxeo profesional. A pesar de la notable diferencia de altura y envergadura el púgil ucraniano se llevó una merecida victoria según la gran mayoría de analistas, sobre todo después de vapulear a su rival en el noveno asalto.

## Palmarés internacional
| Juegos Olímpicos   | Juegos Olímpicos        | Juegos Olímpicos  | Juegos Olímpicos |
| Año                | Lugar                   | Medalla           | Categoría        |
| ------------------ | ----------------------- | ----------------- | ---------------- |
| 2012               | Londres (Reino Unido)   | Medalla de oro    | 91 kg            |
| Campeonato Mundial |                         |                   |                  |
| Año                | Lugar                   | Medalla           | Categoría        |
| 2009               | Milán (Italia)          | Medalla de bronce | 91 kg            |
| 2011               | Bakú (Azerbaiyán)       | Medalla de oro    | 91 kg            |
| Campeonato Europeo |                         |                   |                  |
| Año                | Lugar                   | Medalla           | Categoría        |
| 2006               | Plovdiv (Bulgaria)      | Medalla de bronce | 75 kg            |
| 2008               | Liverpool (Reino Unido) | Medalla de oro    | 81 kg            |

## Récord profesional
| 24 Ganadas (15 KOs), 0 Derrotas |        |                    |      |               |            |                                                | |
| Res.                            | Récord | Oponente           | Tipo | Rd., Tiempo   | Datos      | Localidad                                      | Notas |
| G                               | 24-0   | Daniel Dubois      | KO   | 5 (12)        | 19-07-2025 | Reino Unido Estadio de Wembley, Londres.       | Retiene los títulos Super WBA , IBO , WBO , The Ring y WBC del peso pesado. Gana en título de la IBF.                                                                           |
| G                               | 23-0   | Tyson Fury         | UD   | 12            | 21-12-2024 | Arabia Saudita Boulevard Hall, Riad.           | Retiene los títulos Super WBA , IBO , WBO , The Ring y WBC del peso pesado. |
| G                               | 22-0   | Tyson Fury         | SD   | 12            | 18-05-2024 | Arabia Saudita Boulevard Hall, Riad.           | Retiene los títulos Super WBA, IBF, IBO , WBO y The Ring del peso pesado, gana WBC del peso pesado.                                                                             |
| G                               | 21-0   | Daniel Dubois      | TKO  | 9 (12), 0:48  | 26-08-2023 | Estadio Wroclaw, Breslavia, Polonia            | Retiene los títulos Super WBA, IBF, IBO, WBO y The Ring del peso pesado |
| G                               | 20-0   | Anthony Joshua     | SD   | 12            | 20-08-2022 | King Abdullah Sports City, Yeda, Arabia Saudí  | Retiene los títulos Super WBA, IBF, IBO y WBO del peso pesado; Gana el título de The Ring vacante del peso pesado.                                                              |
| G                               | 19-0   | Anthony Joshua     | UD   | 12            | 25-09-2021 | Tottenham Hotspur Stadium, Londres, Inglaterra | Gana los títulos Super WBA, IBF, IBO y WBO del peso pesado. |
| G                               | 18-0   | Derek Chisora      | UD   | 12            | 31-10-2020 | Wembley Arena, Londres, Inglaterra             | |
| G                               | 17-0   | Chazz Witherspoon  | RTD  | 7 (12), 3:00  | 12-10-2019 | Wintrust Arena, Chicago, Illinois              | Debut en el peso pesado. |
| G                               | 16–0   | Tony Bellew        | KO   | 8 (12), 2:00  | 10-11-2018 | Manchester Arena, Mánchester, Reino Unido      | Retiene los títulos de la WBC, WBO, WBA, IBF del peso crucero. |
| G                               | 15–0   | Murat Gassiev      | UD   | 12            | 21-07-2018 | Olympic Stadium, Moscú, Rusia                  | Retiene los títulos de la WBC y WBO del peso crucero; Gana los títulos WBA, IBF y The Ring vacante del peso crucero; Gana el torneo World Boxing Super Series del peso crucero. |
| G                               | 14–0   | Mairis Briedis     | MD   | 12            | 27-01-2018 | Arena Riga, Riga, Letonia                      | Retiene el título WBO del peso crucero; Gana el título WBC del peso crucero; Semifinales del torneo World Boxing Super Series del peso crucero.                                 |
| G                               | 13–0   | Marco Huck         | TKO  | 10 (12), 2:12 | 09-09-2017 | Max-Schmeling-Halle, Berlín, Alemania          | Retiene el título WBO del peso crucero; Cuartos de final del torneo World Boxing Super Series del peso crucero.                                                                 |
| G                               | 12–0   | Michael Hunter     | UD   | 12            | 08-04-2017 | MGM National Harbor, Oxon Hill, Maryland, US   | Retiene el título WBO del peso crucero |
| G                               | 11–0   | Thabiso Mchunu     | TKO  | 9 (12), 1:53  | 17-12-2016 | The Forum, Inglewood, California, US           | Retiene el título WBO del peso crucero |
| G                               | 10–0   | Krzysztof Głowacki | UD   | 12            | 17-09-2016 | Ergo Arena, Gdańsk, Polonia                    | Gana el título WBO del peso crucero |
| G                               | 9–0    | Pedro Rodríguez    | TKO  | 7 (12), 1:57  | 12-12-2015 | Palace of Sports, Kiev, Ucrania                | Retiene el título WBO Intercontinental del peso crucero |
| G                               | 8–0    | Johnny Muller      | TKO  | 3 (12), 2:59  | 29-08-2015 | Palace of Sports, Kiev, Ucrania                | Retiene el título WBO Intercontinental del peso crucero |
| G                               | 7–0    | Andrey Knyazev     | TKO  | 8 (10), 2:24  | 18-04-2015 | Palace of Sports, Kiev, Ucrania                | Retiene el título WBO Intercontinental del peso crucero |
| G                               | 6–0    | Danie Venter       | TKO  | 9 (10), 2:29  | 13-12-2014 | Palace of Sports, Kiev, Ucrania                | Retiene el título WBO Intercontinental del peso crucero |
| G                               | 5–0    | Daniel Bruwer      | TKO  | 7 (12), 2:55  | 04-10-2014 | Arena Lviv, Lviv, Ucrania                      | Gana el título WBO Intercontinental interino del peso crucero |
| G                               | 4–0    | César David Crenz  | KO   | 4 (8), 2:19   | 31-05-2014 | Sport Palace, Odessa, Ucrania                  | |
| G                               | 3–0    | Ben Nsafoah        | KO   | 3 (8), 1:43   | 26-04-2014 | König Pilsener Arena, Oberhausen, Alemania     | |
| G                               | 2–0    | Epifanio Mendoza   | TKO  | 4 (6), 2:10   | 07-12-2013 | Ice Arena TEC Terminal, Brovary, Ucrania       | |
| G                               | 1–0    | Felipe Romero      | TKO  | 5 (6), 1:36   | 11-09-2013 | Palacio de los deportes, Kiev, Ucrania         | |